# João de Deus Antunes Pinto
João de Deus Antunes Pinto (Oleiros, Álvaro, 1803 – Lisboa, 27 de Julho de 1864) foi um prelado, político e maçon português.

## Família
O Dr. D. João de Deus Antunes Pinto era filho de José Antunes Pinto, Proprietário do Ofício do Juízo Ordinário da Vila de Álvaro, e de sua mulher Maria Tomásia Antunes Freire, natural de Oleiros.

## Biografia
Formou-se como Bacharel em Leis e em Cânones na Faculdade de Leis e na Faculdade de Cânones da Universidade de Coimbra, que frequentou de 1824 a 1828, e tornou-se Sacerdote.
Foi iniciado na Maçonaria em data e em Loja desconhecidas com o nome simbólico de Minos.
Cónego da Sé Patriarcal de Lisboa, foi ainda Vigário da Igreja Matriz de Oleiros e Fidalgo da Casa Real e Juiz Desembargador da Relação e Cúria Patriarcal.
Simpatizava com a Carta Constitucional. Adepto do Liberalismo, recebeu o encargo de suprimir o Convento de São Bento da Saúde, o Convento de São Bento da Estrela e o Convento de Santa Apolónia, em Lisboa, e o Convento de São Domingos de Azeitão, em Setúbal.
Em fins de 1833 foi incumbido de verificar as devastações feitas no Mosteiro de Alcobaça e, nesta emergência, sustentou azeda polémica com o Deputado António Luís de Seabra, pelo que, como consequência, escreveu A Calúnia Convencida ou Resposta... às Observações do Senhor Deputado António Luís de Seabra, Lisboa, 1835.
Como, em 1834, fosse muito grave o estado do Bispo de Leiria, D. João Inácio da Fonseca Manso, o Governo Liberal pretendeu considerar a Sé "quase vacante" e, por Decreto de 4 de Março de 1834, nomeou o D. João de Deus Antunes Pinto para o cargo de Governador Temporal da Diocese, 19º Bispo de Leiria e sugeriu ao Cabido que o elegesse Vigário-Geral ou Vigário Capitular. Esta protecção do Governo Liberal era severamente criticada nos meios eclesiásticos, que o apontavam como Membro da Maçonaria, onde teria o nome de Irmão Minos, e seu colaborador nas violências contra a Igreja. Chegou a Leiria a 5 de Maio. Porém, os Cónegos não se inclinavam a cumprir a Carta Régia de D. Pedro IV de Portugal, que tinham recebido, e só o fizeram depois de submeterem o caso à aprovação do Bispo, que estava inutilizado pela doença. Entrou no exercício da Jurisdição a 22 de Maio. Mais tarde, foi Vigário Capitular e Cónego da Sé Patriarcal de Lisboa, etc.
Sendo Liberal e Cartista, dedicou-se também à política e foi eleito várias vezes, em várias Sessões Legislativas, tendo sido duas vezes Deputado às Cortes, pela Província da Estremadura de 1834 a a 21 de Julho de 1836 e pela Província do Alentejo de 1848 a 1851. Teve uma relevante atividade parlamentar, nomeadamente no domínio da discussão de leis em matérias eclesiásticas e nas áreas do direito civil e criminal, e foi Advogado da Casa Real.
Notável Jurisconsulto, deixou publicados vários trabalhos de jurisprudência.
Foi elevado ao Grau 33 em 1842 ou 1843 pelo então Grão-Mestre do Grande Oriente Lusitano António Bernardo da Costa Cabral, tendo feito parte do Supremo Conselho por este presidido, e cujos trabalhos começaram em 1843-1844.
Foi o 11.º Grão-Mestre do Grande Oriente Lusitano em 1846., e 19º Bispo de Leiria

## Descendência
De sua prima Carolina de Benjamim Pinto (Oleiros, Álvaro - ?), teve um filho natural reconhecido e legitimado, João de Benjamim Pinto, 1.º Conde de Vialonga.